# Koszmosz–544
Koszmosz–544 (oroszul: Космос 544) Koszmosz műhold, a szovjet műszeres műhold-sorozat tagja. Katonai rádiófelderítő műhold.

## Küldetés
Meghatározott űrkutatási és katonai programot hajtott végre. Celina–0 (oroszul: Целина) rádiófelügyeleti rendszer. Feladata a földi adók (radar és rádió) pontos helyének, frekvenciájának, az alkalmazott eszköz típusának, az alkalmazás módjának (kódolt, nyílt), aktivitásának meghatározása. Hadműveletek során felerősödő kommunikáció ellenőrzése. Lehetőséget biztosítva az előzetes figyelmeztetésre, további eszközök felkészítésére.

## Jellemzői
A dnyipropetrovszki Juzsnoje (DP VO) tervezőirodában kifejlesztett, ellenőrzése alatt gyártott műhold. Üzemeltetője a moszkvai MO (oroszul: Министерство обороны) minisztérium.
1973. január 20-án a Pleszeck űrrepülőtérről egy Koszmosz–3M (11F616) típusú hordozórakétával juttatták magas Föld körüli (HEO = High-Earth Orbit) körpályára. Az orbitális egység pályája 95,1 perces, 74 fokos hajlásszögű, elliptikus pálya perigeuma 509 kilométer, apogeuma 544 kilométer volt. Hasznos tömege 750 kilogramm. A sorozat felépítését, szerkezetét, alapvető fedélzeti rendszereit tekintve egységesített, szabványosított űreszköz. Henger formájú, átmérője 2 méter, hossza 1 méter, felületét napelemek burkolják. Áramforrása kémiai, illetve a körkörösen elhelyezett 8 napelemtábla-energia hasznosításának kombinációja (kémiai akkumulátorok, napelemes energiaellátás – földárnyékban puffer-akkumulátorokkal). Pályasíkjában rögzítette a jeleket, vevőállomás aktivitásánál lejátszotta.
1980. június 15-én belépett a légkörbe és megsemmisült.